# Львовский областной театр кукол
Льво́вский областно́й теа́тр ку́кол (укр. Львівський обласний театр ляльок) — государственный театр во Львове (Украина). Расположен в центральной части города, на площади Даниила Галицкого, 1. Львовский кукольный театр был открыт вскоре после окончания Великой Отечественной войны, 15 апреля 1946 года.
Премьерой театра был спектакль «Ивасик-Телесик», затем ставились более двухсот детских спектаклей, в их числе «Коза-дереза», «Пан Коцький», «Крашеный лис», «Конёк-горбунок», «Буратино», «Медвежонок Римтимти», «Снежная королева», «Дикие лебеди», «Рикки-тикки-тави», «Дочь Индии», «Соломенный бычок», «Поросёнок Цок», «Золотой цыплёнок». Для взрослых были поставлены «Ночь перед Рождеством» Н.Гоголя, «Беда от нежного сердца» В.Сологуба, «Мадемуазель Нитуш» Г.Мельяка и А.Милло, «Ловите мгновение успеха» К.Рыжова, «Левша» по повести Н.Лескова.
В течение года театр посещает до 200 тысяч зрителей. Театр участвовал во многих международных и республиканских фестивалях и конкурсах. Спектакль «Римтимти» получил Гран-при на VII международном фестивале в г. Ломжа (1994), а «Дикие лебеди» награждены медалью на XV международном фестивале в Бельско-Бяла (1991).
В театре находится музей кукол.
Здание театра было построено в 1912 году как Палата ремесленников. В основу стилистики были положены мотивы ренессансной архитектуры стран Центральной Европы, что проявилось в создании аркады на уровне первого этажа и венцевого аттика с волютами.